# Ivanivský rajón (Chersonská oblast)
Ivanivský rajón (ukrajinsky Іванівський район) byl rajón v Chersonské oblasti na Ukrajině. Hlavním městem byla Ivanivka a rajón měl přibližně 13 tisíc obyvatel. 

## Sídla v rajónu
- Ivanivka